# Clossiana distincta
Clossiana distincta är en fjärilsart som beskrevs av Gibson 1920. Clossiana distincta ingår i släktet Clossiana och familjen praktfjärilar. Inga underarter finns listade i Catalogue of Life.